# عزب
العَزب (بالتركية: Azap)‏ هو الاسم الذي أُطلق على مشاة عساكر الإيالات في الدولة العثمانية،  وكانوا نوعا من الميليشيات الفلاحيّة، تتكون في الأصل من الشباب غير المتزوجين الذين خدموا كجنود مشاة غير نظاميين (المشاة الخفيفة) في الجيش العثماني المبكر.

## الأصل اللغوي

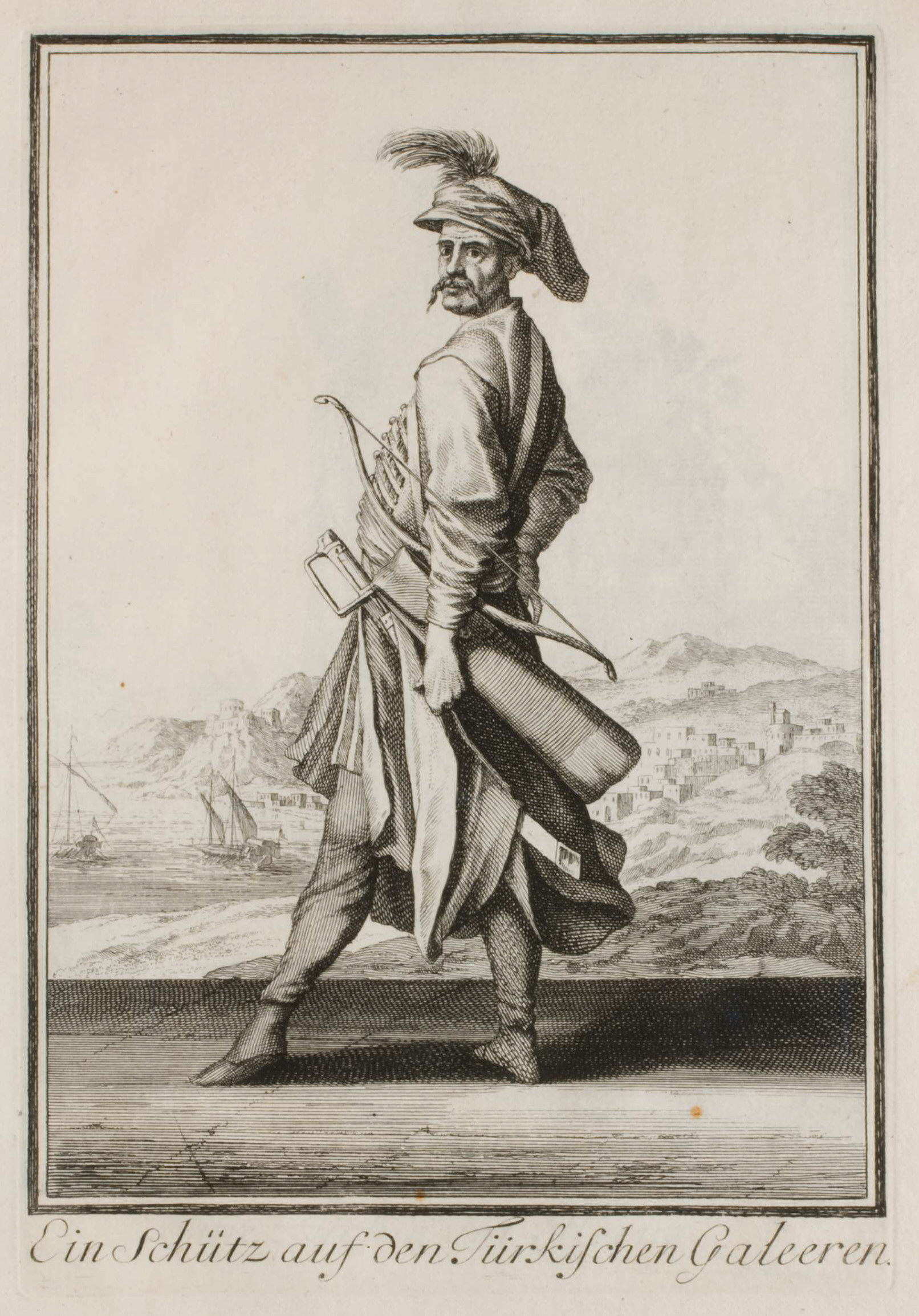
جندي مشاة من العزب يحمل سيفه وقوسه وجعبة سهامه.

جاء في «معجم الألفاظ التاريخية»: «العَزب من لا زوج له، وهم فرق من الجنود غير المتزوجين ثم اضمحلت وظهرت فرق اللاوند أي الحر المستقل».

## في الجيوش العثمانية
كان العَزبُ متطوعين لا يحصلون على رواتب إلا أثناء الحملات وكان لهم حرية مغادرة الجيش متى أرادوا.
كان العَزب في البداية من أتراك الأناضول فقط، ولكن بحلول أواخر القرن السادس عشر كان أي مسلم من أي مقاطعة عثمانية يستطيع الالتحاق بهذه الفرقة.

### دورهم العسكري
كان الدور الرئيسي للعَزب هو القتال كمشاة رماة، على الرغم من أنهم كانوا في كثير من الأحيان فرسان أيضاً، بالإضافة إلى إمكانية التوظيف في الجيش كحراس.
كان لدى العَزب كمتطوعين مجموعة واسعة من الأسلحة.
شارك جنود العزب في المعارك والفتوحات العثمانية.

## في مدينة القاهرة

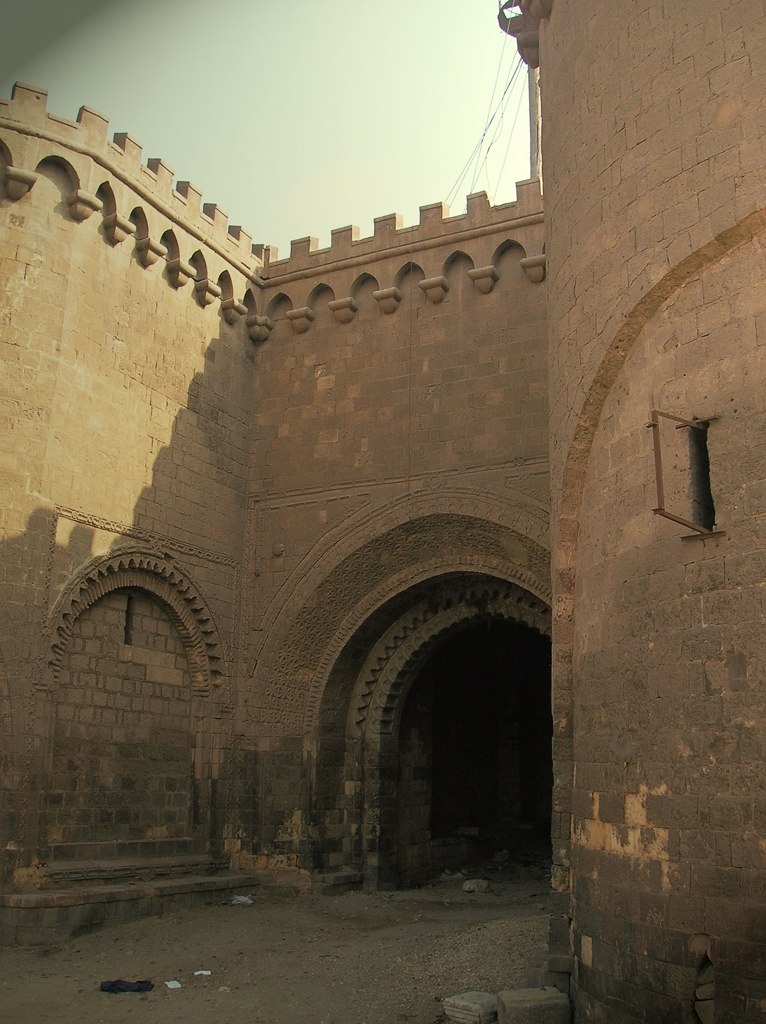
باب العزب، حيث حُوصر المماليك وقُتِلوا.

باب العزب هو أحد أبواب قلعة صلاح الدين بالقاهرة، بناه الأمير رضوان كتخدا الجلفي قائد الجنود مشاة «العزب» في موضع باب قديم يرجع تاريخه إلى العصر المملوكي، وقد جدد هذا الباب الخديوي إسماعيل، وأكسبه مظهره الحالي ذو التصميم القوطي.
مازال هذا الباب يحمل نفس الاسم إلى الآن في القاهرة، وتحمل المنطقة اسم: باب العزب.

### مذبحة القلعة
وقعت مذبحة المماليك في قلعة صلاح الدين الأيوبي بالقاهرة فعليًا في 1 مارس لعام 1811م عند "باب العزب"، وهو ممر صخري منحدر تكتنفه الصخور على الجانبين، حيث لا مخرج ولا مهرب.
حُوصر قادة المماليك وقُتِلوا عند هذا الباب في واقعة مذبحة القلعة الشهيرة عام 1811م، التي غدر فيها محمد علي باشا بالمماليك وأنهاهم من التاريخ، واستولى على حكم مصر.